# Universidade Estadual Paulista em Tupã
O Campus Tupã, também conhecido como UNESP Tupã, é um dos campi da Universidade Estadual Paulista, localizado na cidade de Tupã, SP, Brasil. Nesse campus, está situada a Faculdade de Ciências e Engenharia (FCE).

## História
A UNESP/Tupã foi criada a partir do ofício nº512/02, aprovado no dia 29 de agosto de 2002 pelo Conselho Universitário da UNESP, que previa a criação de novas unidades e a implantação de novos cursos em Campi já existentes. No dia 18 de agosto de 2003, a entrega simbólica do prédio foi realizada pelo então governador de São Paulo, Geraldo Alckmin, que ministrou a primeira aula através de tele conferência. Foi instalada no campus a graduação em Administração de Empresas e Agronegócios, com uma turma inicial de 40 alunos no período diurno. A partir de 2005, a unidade passou a abrigar o curso de Administração em dois períodos (noturno e diurno), com um total de 80 alunos. Em 2013 foi aprovado um novo curso para a unidade que a partir de 2014 passou a oferecer o curso de Engenharia de Biossistemas em período integral com 40 vagas anuais. A unidade aprovou também em 2014 o seu primeiro programa de pós-graduação Stricto-sensu. O Programa em Pós-Graduação em Agronegócio e Desenvolvimento que integra a câmara interdisciplinar da Capes.

## Graduação

### Administração
O curso de Administração de Empresas e Agronegócios é disposto em dois turnos (diurno e noturno). O bacharelado enfatiza o Agronegócio, no entanto, não faz negligência em outras áreas típicas de um Administrador de Empresas. Comprovam a qualidade de ensino as avaliações nacionais realizadas pelos alunos. Em todas as edições do ENADE, realizadas pelo Ministério da Educação (MEC), o curso de administração da Unesp de Tupã atingiu conceitos de excelência, sendo que em 2014, além da nota máxima no Enade, figurou em segundo lugar no ranking do Enade/Mec como o segundo melhor curso entre as Universidades Públicas do Estado de São Paulo Paulo e entre os 10 primeiros do Brasil. Obteve também neste mesmo ano cinco estrelas no Guia do Estudante da Editora Abril.

### Engenharia de Biossistemas
O Curso de Engenharia de Biossistemas atende duas grandes áreas em grande expansão e promissora que é a produção de alimentos e energias renováveis. Disposto em período integral o curso tem duração mínima de cinco anos e está disposto em dez semestre. Durante o curso os discentes vão desenvolver tecnologia para produção eficiente de alimentos e energia para um mundo ameaçado por mudanças climáticas. Este é o curso de Engenharia de Biossistemas do Câmpus de Tupã, concebido para formar profissionais para atender as demandas do mundo moderno,  agregando competências das áreas de produção vegetal e animal, instrumentação, tecnologia de informação, automação e meio ambiente.
O engenheiro de biossistemas é um profissional crítico, capaz de identificar e resolver problemas relacionados à infraestrutura e produção dos biossistemas de produção, aplicando tecnologias para melhor controle e redução de perdas, compreendendo e considerando as inter-relações destes com o meio ambiente e com a sustentabilidade econômica.

## Grupos de Pesquisa
- CEPEAGRO

O Centro de Pesquisas em Administração e Agronegócio (CEPEAGRO) foi criado e credenciado pelo CNPq no ano de 2004. O grupo integra professores do Campus de Tupã e também alunos da graduação, que desenvolvem pesquisas por orientação de Iniciação Científica.
- Grupo de Pesquisa em Democracia e Gestão Social
- Instalações, Ambiência e Bem Estar Animal
- Sistemas Fuzzy Aplicados nas Ciências Agrárias
- Grupo de Pesquisa em Gestão e Educação Ambiental (PGEA)

## Centro Acadêmico
- Centro Acadêmico Nove de Novembro (C.A.N.N.)

Criado em 2005, é uma associação civil sem fins lucrativos que possui o objetivo de representar os discentes do curso de Administração da UNESP/Tupã, envolvendo-os em atividades relacionadas ao Ensino, Pesquisa e Extensão. Busca organizar confraternizações, recepção de calouros, palestras e debates em geral.
A Coordenadoria Atlética do C.A.N.N. foi eleita como a "Melhor Atlética do InterUNESP" por dois anos consecutivos, nas edições realizadas em Assis (2009) e Araraquara (2010).

## Extensão Acadêmica
- Cursinho 180º Graus - Oferece gratuitamente cursos pré-vestibulares à comunidade de Tupã - SP.
- Cine Empreendedor - Oferecimento de filmes e debates sobre questões da administração

- Projeto Memória - coletânea de memórias do Campus
- Projeto Kamby - de "Olho no leite" - Caracterização da produção leiteira na região de Tupã
- Olhar Ambiental - Programa de Televisão que divulga ações ambientais na região
- Rede de Educação Ambiental - rede que conecta educadores ambientais na região da Alta Paulista
- UNATI - Universidade Aberta para a Terceira Idade

- Empreender Jr. - Consultoria Empresarial & Agronegócios

- Projeto Cesta Básica - Análise semanal da cotação da Cesta Básica no município de Tupã - SP.
- Codaf - Competências Digitais para a Agricultura
- entre outros